# Pherotrichis villosa
Pherotrichis villosa är en oleanderväxtart som först beskrevs av Schult., och fick sitt nu gällande namn av Meissn.. Pherotrichis villosa ingår i släktet Pherotrichis och familjen oleanderväxter. Inga underarter finns listade i Catalogue of Life.